# Independence (Wisconsin)
Independence – miasto w Stanach Zjednoczonych, w stanie Wisconsin, w hrabstwie Trempealeau.